# Sterling Trucks
Sterling Trucks — марка автомобилей, производимых корпорацией DaimlerChrysler.
Компания Sterling образована корпорацией Freightliner LLC в 1998 как одно из производственных подразделений, выпускающую технику с собственной сетью дилерских центров и сервисных центров. В 2000 году Freightliner покупает компанию Western Star и передаёт Sterling права на рекламу и продажи магистральных тягачей, произведённых на Western Star. Центральный офис Sterling находится в Виллобай, в черте города Кливленд, штат Огайо и подчиняется непосредственно центральному офису Freightliner.
В ноябре 2008 года руководством Daimler Trucks North America было объявлено, что марка Sterling будет ликвидирована 1 марта 2009 года.

## Модельный ряд
- L-Line
- A-Line
- Acterra
- Sterling 360
- Bullet